# ヨハン・アウグスト・アーペル

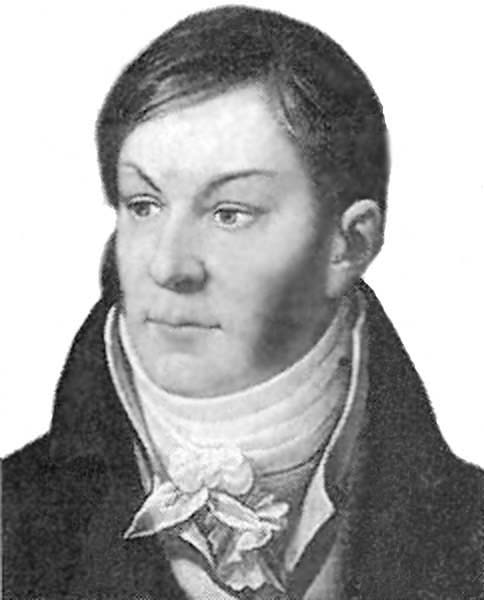
ヨハン・アウグスト・アーペルの肖像（リトグラフ）

ヨハン・アウグスト・アーペル（Johann August Apel、1771年9月17日 - 1816年8月9日）は、ドイツの法律家、著作家。ライプツィヒに生まれ、同地で没した。

## 生涯
アーペルは、法律家で、ライプツィヒ市長も務めたハインリヒ・フリードリヒ・インノツェンツ・アーペルの末息子として生まれた。ライプツィヒのトマス校で学びアビトゥーア（中等教育修了資格）を得た後、1789年から1793年までライプツィヒ大学とヴィッテンベルクのロイコレア（当時はヴィッテンベルク大学、現在はマルティン・ルター大学ハレ・ヴィッテンベルクの一部）で法学を学び、1795年に法学博士号を得た。ライプツィヒで弁護士として開業したアーペルは、1801年には市議会議員に選出された。
作家としてのアーペルは、当初は古典主義的なドラマを書いていたが、後には恐怖譚、幽霊譚へとどんどん傾斜していった。アーペルが有名になったのは、フリードリヒ・ラウン（Friedrich Laun）という変名を使っていたフリードリヒ・アウグスト・シュルツェ（Friedrich August Schulze）との共作であった『Gespensterbuch』（直訳では「幽霊の本」、日本語では「怪談（本）」などと紹介される）のシリーズによってであった。
台本（リブレット）作家ヨハン・フリードリヒ・キーントは、アーペルの小説『魔弾の射手』 (Der Freischütz) を原作として、カール・マリア・フォン・ウェーバーのオペラ『魔弾の射手』の台本を書いた。
アーペルが出版した『Metrik』は大きな学術的論争を引き起こした。このとき論争の相手となったのは、アーペルのかつての師ゴットフリート・ハーマンであった。両者の論争が和解しないまま、アーペルは1816年8月9日にライプツィヒで没した。
アーペルの息子テオドール・アーペルは、長じて作家となった。

## 著作
- Polyidos (1805; American Libraries)
- Die Aitolier (mit Anhang „Aforismen über Rhythmus und Metrum“ S. 156-188; 1806; American Libraries)
- Kallirhoe (1806; American Libraries)
- Kunz von Kaufungen (Trauerspiel 1809)
- Gespensterbuch (hrsg. mit Friedrich August Schulze; 5 Bände 1811-1815; Vorlage zu Der Freischütz in Band 1)
- Cicaden (Gedichte; 3 Bände 1810-1811; Bd. 1 Google eBooks, Bd. 3 American Libraries)
- Metrik (2 Bände 1814-1816; Bd. 1 American Libraries,  Bd. 2 American Libraries)
- Wunderbuch (hrsg. mit Friedrich August Schulze und Friedrich de la Motte Fouqué; 3 Bände 1815-1817)
- Zeitlosen (Erzählungen und Gedichte 1817; Google eBooks)